# International Standard Serial Number

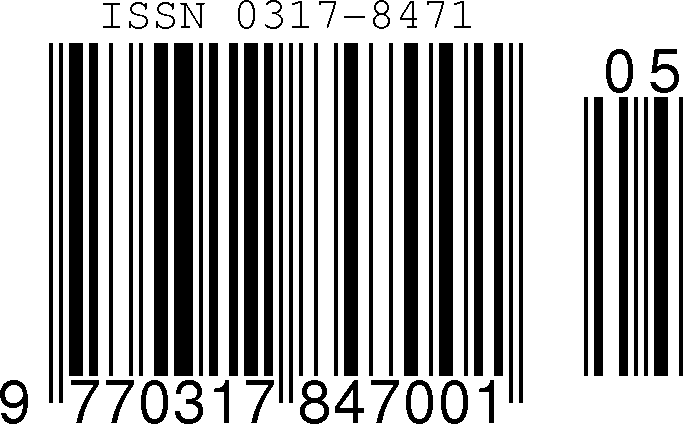
Código de barras con el ISSN

El  ISSN (International Standard Serial Number, Número Internacional Normalizado de Publicaciones Seriadas) es un código de 8 dígitos internacional que sirve para identificar publicaciones periódicas y recursos continuos de toda clase y editada en cualquier soporte, ya sean impresos en papel o en formato digital, evitando el trabajo y posibles errores de transcribir el título o la información bibliográfica pertinente. Se reserva a las publicaciones en serie como los diarios y las publicaciones periódicas. El ISSN es especialmente útil para distinguir entre publicaciones seriadas con el mismo título. Los ISSN se utilizan para ordenar, catalogar, préstamos interbibliotecarios y otras prácticas relacionadas con la literatura seriada. El sistema ISSN se redactó por primera vez como norma internacional de la Organización Internacional de Normalización (ISO) en 1971 y se publicó como ISO 3297 en 1975. El subcomité ISO TC 46/SC 9 es responsable de mantener el estándar. El ISSN permite normalizar las clasificaciones, en las bibliotecas por ejemplo. En libros se usa el Número Estándar Internacional de Libro (ISBN, International Standard Book Number). 

## Introducción
El ISSN está constituido por los caracteres "ISSN" seguidos de dos grupos de cuatro cifras separados por guiones. La última cifra, situada en octava posición, sirve de clave de control; puede a veces tomar el valor "X", que representa el número 10.
Contrariamente al ISBN, las cifras del ISSN no significan nada en sí mismas. Son asignadas secuencialmente, independientemente del país de origen, de la lengua, etc. A cada ISSN corresponde un título-clave así como una fecha de principio de publicación. La fecha de final se fija normalmente en "9999". El título-clave está formado por el nombre de la publicación y, eventualmente, por un calificativo, frecuentemente el lugar de publicación.

## Función del ISSN
El ISSN identifica de manera inequívoca una publicación seriada, y puede cumplir entre otras, las siguientes funciones:
- Identificación de un título de una publicación seriada en cualquier idioma y cualquier parte del mundo.
- Método conveniente y económico de comunicación entre editores y distribuidores, convirtiendo los sistemas de suministro comercial en sistemas más ágiles y eficientes.
- Uso en bibliotecas, centros de documentación y unidades de información para una eficiente identificación, adquisición y gestión de publicaciones seriadas así como reclamo de números extraviados.
- Simplificación de trámites en los sistemas de préstamo interbibliotecario, facilitando la identificación de títulos en los catálogos colectivos.
- Facilita el tratamiento automatizado de datos sobre publicaciones seriadas.
- Mejora el control en los sistemas de depósito legal y asignación de códigos de barras.
- En las citas académicas, permite citar una publicación seriada con precisión y sin equívocos.

## Publicaciones que pueden contar con el ISSN
1. Impresos o folletos
2. Microformas
3. Ediciones con lenguajes especiales para discapacitados
4. Medios mixtos
5. Fonogramas
6. Cintas legibles por computadora diseñadas para producir listas
7. Otros medios incluidos los visuales
8. Revistas
9. Anuarios
10. Pdf

## Cálculo de la clave de control
Se asigna una ponderación a cada posición (de 8 a 2 en sentido decreciente) y se hace la suma de los productos así obtenidos. Se conserva el resto de la división euclídea de este número por 11. Se resta este número a 11: es la clave.
Ejemplo: ¿Para el número ISSN (de 7 cifras) ISSN 0395-203, cuál es la clave de control?
| Código ISSN | 0 | 3  | 9  | 5  | 2 | 0 | 3 |
| ----------- | - | -- | -- | -- | - | - | - |
| Ponderación | 8 | 7  | 6  | 5  | 4 | 3 | 2 |
| Producto    | 0 | 21 | 54 | 25 | 8 | 0 | 6 |

Lo que hace un total de 0+21+54+25+8+0+6=114, cuyo resto de la división euclídea por 11 es 4 (114/11=10x11+4). La clave de control es pues 11-4=7. El ISSN completo es: ISSN 0395-2037.

## ISSN-L
El ISSN-L (del inglés Linking ISSN) es un número específico único de ISSN que agrupa las diferentes ediciones de una misma publicación seriada, publicadas en varios medios o soportes, como en papel, en línea, CD, etc., cada una de las cuales tiene asignado su propio ISSN. El número de ISSN-L es uno de los números ya existentes de ISSN asignado a la publicación, coincidente con el de la versión en papel si la hubiera.

## Sistemas similares
- ASIN: Amazon Standard Identification Number o Número de Identificación Estándar de Amazon.
- ISBN: International Standard Book Number o Número Internacional Normalizado del Libro.
- ISMN: International Standard Music Number o Número Musical Estándar Internacional.
- ISAN: International Standard Audiovisual Number o Número Audiovisual Estándar Internacional.
- IBSN: Internet Blog Serial Number o Número Serie de Blogs de Internet.